# Krestí (Tula)
|  | Per a altres significats, vegeu «Krestí». |

Krestí (en rus: Кресты) és un poble de l'óblast de Tula, a Rússia, segons el cens del 2010 tenia 326 habitants.